# Manyas
Manyas város az azonos nevű körzetben, Törökország északnyugati részén, Balıkesir tartományban, a Márvány-tengertől és a Kuşcenneti Nemzeti Parknak helyet adó Madár-tó partjaitól délre helyezkedik el. A tengerszint feletti magassága 50 m.

## Történelem
Sztrabón ókori földrajztudós szerint Manyas az egyik legrégebben lakott település, és a város régi neve Pemaninos vagy Miletopolis volt. A településen 1952-ben volt az első átfogó régészeti kutatás, amely során i. e. 6-7. századi, görög, ún. "proto-korinthoszi" stílusú (fekete alakos technikával készült) kerámia töredékek kerültek elő. A későbbiekben a hellenisztikus és római időszakból származó fogadalmi és temetkezési domborművek, egy fürdő és malom romjai, valamint 5 km-re nyugatra kénes gyógyfürdők és sírok, kis boroskancsók voltak az ásatás további eredményei.
Krími törökök érkeztek Románián keresztül az 1877–78-as orosz–török háború idején, és kb. 25 családnyi menekült telepedett le ezen a területen. 15 évvel később 1892–1893 körül a Kaukázusból jött újabb 25 grúz, cserkesz, dagesztáni, kabard család, majd  telepedett le Maltepe környékén.
Manyast az 1936 decemberében kelt 3012-es törvény tette a körzet székhelyévé.

## Közlekedés
Távolságok Erdek településhez képest: Ayvalık 190 km, Balıkesir 107 km, Bandırma 22 km, Bursa 117 km, Gönen 55 km, Susurluk 62 km messzire van.

## A körzet egyéb települései
A körzet kisebb települései csoportosítva ábécé sorrendben, illetve zárójelben a Manyastól közúton mért legrövidebb távolság km-ben (ahol nincs zárójeles érték, ott nem áll rendelkezésre adat).
- Önkormányzatok: Kızıksa (9,4), Salur (8,2).
- Falvak: Akçaova (15,4), Boğazpınar (5,9), Bölceağaç (4,6), Cumhuriyet (4,6), Çakırca (13,2), Çal (5,3), Çamlı (11,9), Çataltepe (10,6), Çavuşköy (8), Darıca Bucağı (13,2), Değirmenboğazı (17,4), Dereköy (9,1), Doğancı (21,5), Dura (20,4), Erecek (14,9), Eskiçatal (6,8), Eşen (11), Hacıibrahimpınarı (14,1), Hacıosman (18,8), Hacıyakup (10,1), Hamamlı (10,1), Haydarköy, Hekim (4,7), Işıklar (15,6), İrşadiye (16,3), Kalfa (8,1), Kapaklı (3,8), Karakabaağaç (22), Kayaca (3), Kızık (3,7), Kocagöl (19), Koçoğlu (17,8), Kubaş (7,1), Kulakköyü, Necipköy, Örenköy, Peynirkuyu (9,2), Soğuksu (10,2), Süleymanlı (15,4), Şevketiye (16,2), Tepecik (8,8), Yaylaköy, Yeniköy (36,8).

## Demográfiai adatok
| év   | összesen | város | falu  |
| ---- | -------- | ----- | ----- |
| 1965 | 31933    | 4011  | 27922 |
| 1970 | 30316    | 4116  | 26200 |
| 1975 | 29843    | 4410  | 25433 |
| 1980 | 30067    | 4692  | 25375 |
| 1985 | 29021    | 5077  | 23944 |
| 1990 | 29310    | 5648  | 23662 |
| 2000 | 25148    | 5455  | 19693 |
| 2007 | 23135    | 5464  | 17671 |
| 2008 | 22997    | 6503  | 16494 |
| 2009 | 22814    | 6578  | 16236 |
| 2010 | 22277    | 6501  | 15776 |
| 2011 | 21923    | 6579  | 15344 |
| 2012 | 21459    | 6466  | 14993 |

## Fordítás
- Ez a szócikk részben vagy egészben  a   Manyas című török Wikipédia-szócikk fordításán alapul.  Az eredeti cikk szerkesztőit annak laptörténete sorolja fel. Ez a jelzés csupán a megfogalmazás eredetét és a szerzői jogokat jelzi, nem szolgál a cikkben szereplő információk forrásmegjelöléseként.